# Щебнюха
Щебню́ха (рос. Щебнюха) — село у складі Чаришського району Алтайського краю, Росія.

## Населення
Населення — 167 осіб (2010; 185 у 2002).
Національний склад (станом на 2002 рік):
- росіяни — 96 %